# NEET

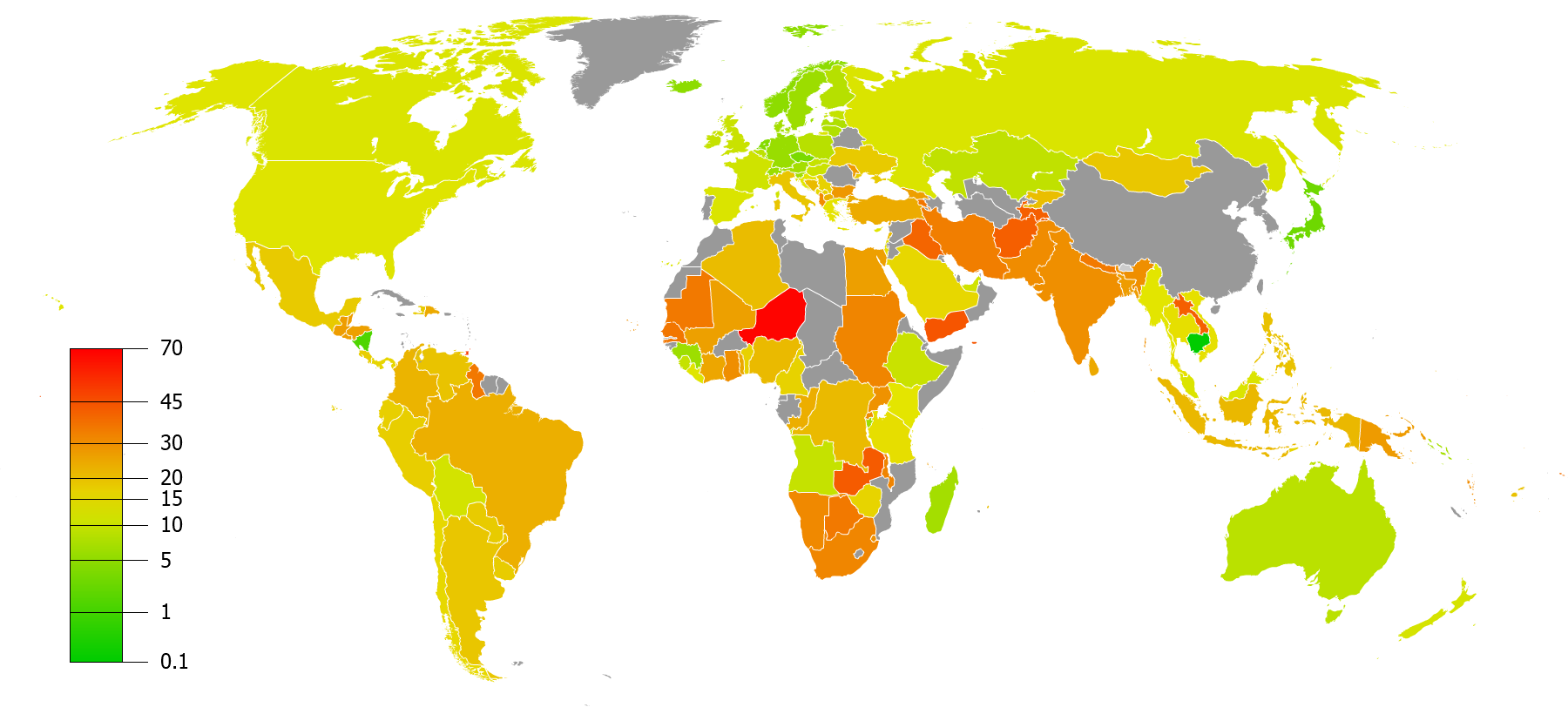
cartographie

NEET, qui signifie not in education, employment or training est une classification sociale d'une certaine catégorie de personnes sans emploi ne poursuivant pas d'études et ne suivant pas de formation.
NEET est une classification gouvernementale, d'abord utilisée au Royaume-Uni mais dont l'utilisation s'est étendue à d'autres pays, y compris le Japon, la Chine et la Corée du Sud. 
NEET est devenu le nom d'un mouvement politique alternatif qui revendique la marginalité, la vie en dehors des modèles institutionnels, milite contre la consommation et pour la décroissance.
Il ne faut pas le confondre avec le groupe des inactifs dans la nomenclature des PCS. La catégorie la plus proche serait celle des personnes diverses sans activité professionnelle, hors retraités, chômeurs, étudiants, conjoints au foyer ; et capables de travailler (85 et 86).
La Banque mondiale publie sur son site pour chaque pays la part des jeunes qui ne sont ni en emploi, ni en études, ni en formation (en % de la population des 15-24 ans). Le Niger est le pays où le pourcentage de NEET parmi la population des 15-24 ans est le plus élevé au monde avec 68,6 %.

## Catégorie sociale

### France
En France, selon la définition d’Eurostat, est considéré NEET, tout jeune âgé de 16 à 25 ans qui n'est ni en études, ni en emploi, ni en formation. En 2018, il y avait près de 963 000 NEET en France. Les jeunes NEET sont moins diplômés, vivent plus souvent chez leurs parents et ont plus fréquemment un handicap reconnu que les autres jeunes. En 2018, 53 % des jeunes NEET sont chômeurs au sens du BIT, c’est-à-dire qu’ils souhaitent et recherchent activement un travail et sont prêts à l’occuper dans un court délai. Les autres sont inactifs. En France, l'expérimentation «100 % Transition » visait, au travers de la transition écologique, à aider les jeunes en situation de NEET à se projeter au-delà du seul horizon professionnel lorsque les approches traditionnelles de l’orientation et de l’insertion ont échoué. Le parcours d’accompagnement de 6 à 9 mois était articulé autour d’un service civique d’initiative et d’ateliers collectifs thématiques. À l’issue du programme et comme le rapporte une étude du CEREQ, les trois quarts des 306 jeunes qui avaient participé à l’expérimentation étaient en reprise d’études, en formation ou en emploi.

### Union européenne
En 2016, dans l'UE, il y avait quatorze millions de NEET (définis comme jeunes âgés entre 15 et 24 ans, qui ne sont ni en emploi, ni en études ni en formation).

### Royaume-Uni
Au Royaume-Uni, la classification comprend des personnes âgées de 16 à 18 ans qui ne participent pas à la vie en société et qui ont abandonné toute notion de travail. Le groupe principal des NEET n'est pas un ensemble homogène d'individus mais se compose de ceux qui seront NEET pendant une courte période, et ceux qui se désengagent plus profondément et plus longuement de la vie en société.

### États-Unis
En 2015, il y avait, aux États-Unis, 10,2 millions de NEET (définis comme jeunes âgés entre 16 et 29 ans, qui ne sont ni en emploi, ni en études ni en formation), soit 16,9 % des personnes de cette tranche d'âges.

### Japon
Au Japon, la classification comprend les personnes âgées de 15 à 34 ans qui sont sans emploi, célibataires, non inscrits à l'école ou occupés dans des tâches domestiques, et ne cherchant pas de formation technique requise pour un travail. En 2007, les NEET y atteindraient près de 800 000 individus.

### Chine
En Chine, les NEET sont les individus âgés entre 16 et 35 ans sans diplômes, sans emploi et sans formation. En 2012, 8 % des personnes vivant en Chine âgées entre 16 et 35 ans étaient des NEET.

## Mouvement politique alternatif
Au Japon, un mouvement de lutte contre le modèle « école, famille, entreprise » s'est formé par des personnes se revendiquant NEET. Le groupe se positionne contre les modèles d'expansion et de concurrence économique, qui montrent leurs limites avec d'un côté les cas de plus en plus nombreux de morts de fatigue au travail (karōshi), de l'autre l'inoccupation chronique d'une part de plus en plus importante de la jeunesse.

## Dans la culture
Dans l’anime Higashi no Eden, les membres de la communauté NEET sont au centre de l’intrigue ; capturés et exportés pendant trois mois à Dubaï par le personnage principal afin d’échapper à une mort certaine, ils sont rapatriés afin d’utiliser leur intelligence collective pour faire échec à un bombardement intensif perpétré par des gens mal intentionnés ayant piraté les missiles Tomahawk.
Dans le manga et l'anime No Game No Life, les deux personnages principaux Sora et Shiro sont des NEET.
Dans le manga et l'anime Btooom!, le héros principal (Ryota Sakamoto) est un NEET.
Dans le manga et l'anime Re:Zero, le héros principal (Subaru Natsuki) est un NEET.